# Adriaan de Lelie
Adriaan de Lelie (Tilburg, 1755. május 19. – Amszterdam, 1820. november 30.) holland festő.

## Élete
De Lelie tilburgi textiliparos családba született, Arnoldus de Lelie (1714–1766) és Helena Hoecken (1724–1804) fiaként. Szülei katolikusok voltak. Kezdetben A. Peeters tanítványa volt, s később Antwerpenbe ment, ahol Andreas Bernardus de Quertenmont tanította.
Mikor Düsseldorfban élt, számos Peter Paul Rubens- és Anthony van Dyck-másolatot készített. Emellett másolta még különböző olasz és holland mesterek történelmi festményeit. Petrus Camper professzor tanácsára Amszterdamba költözött.
Tanítványai Jean Augustin Daiwaille, Jan Adriaan Antonie de Lelie, François Montauban van Swijndregt, Pièrre Recco, Izaak Riewert Schmidt és Johannes Ziesenis. Amszterdamban érte a halál, 1820-ban, 65 éves korában.

## Utóélete
Képei nagy tiszteletnek örvendenek Hollandiában és Németországban, ahol tekintélyes gyűjteményekben is megtalálhatók. Adriaen de Lelie művei többször kerültek árverésre, az eladási árak 415 dollár és 89 314 dollár között mozogtak.

## Galéria

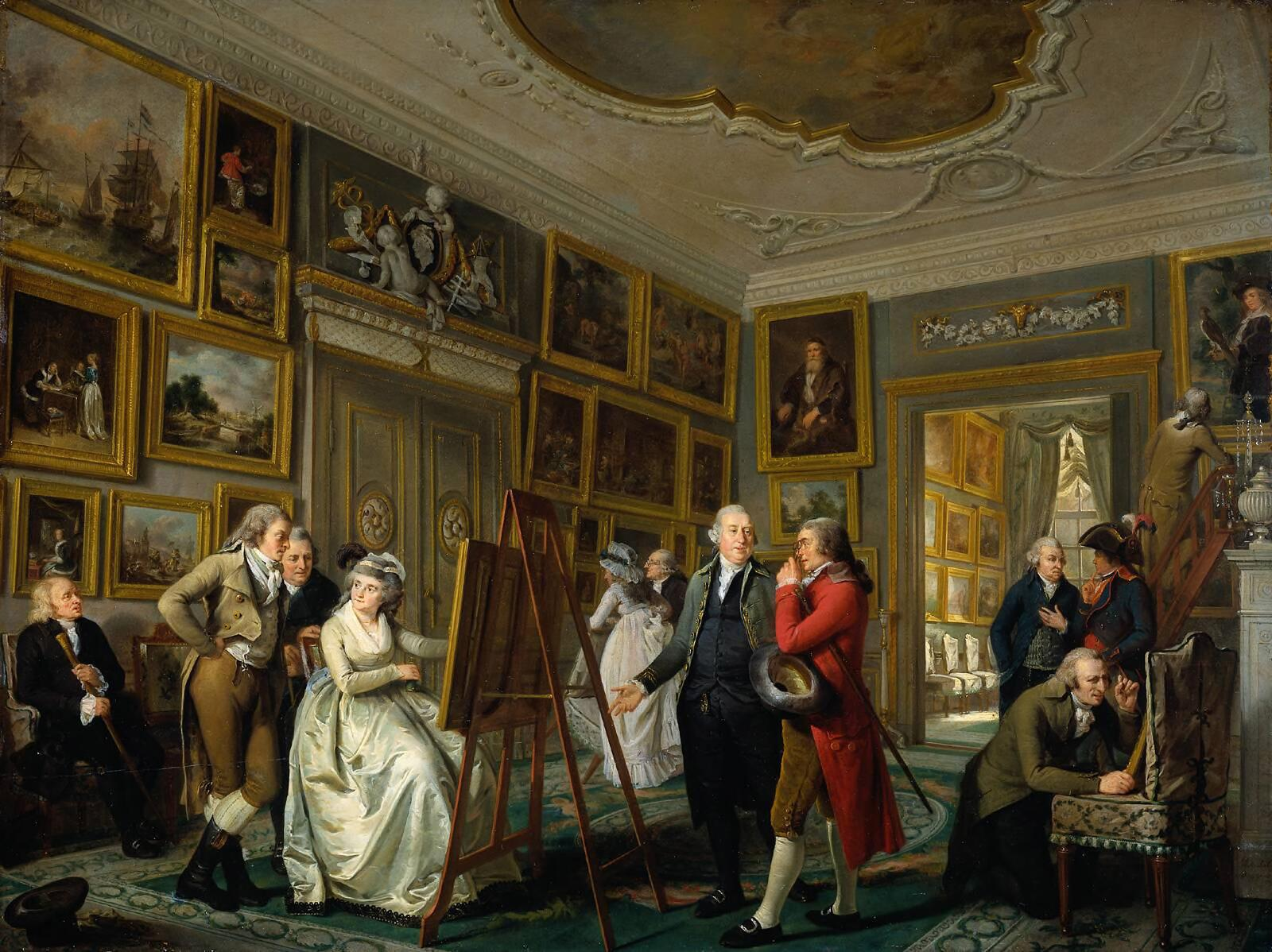
Művészeti galéria, 1794-1795 Rijksmuseum
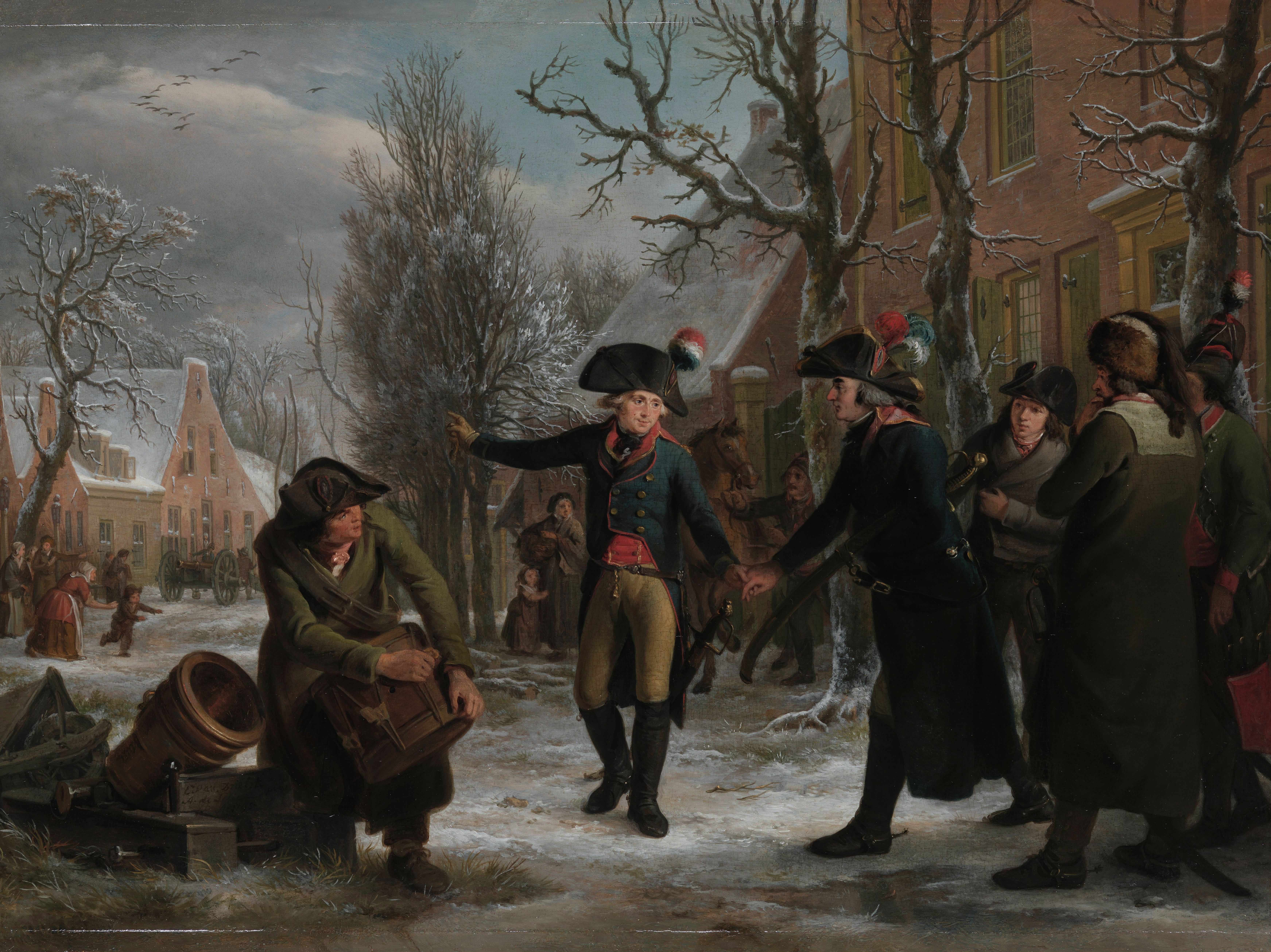
Krayenhoff búcsút vesz Daendelstől (Egbert van Drielst), 1795 Rijksmuseum
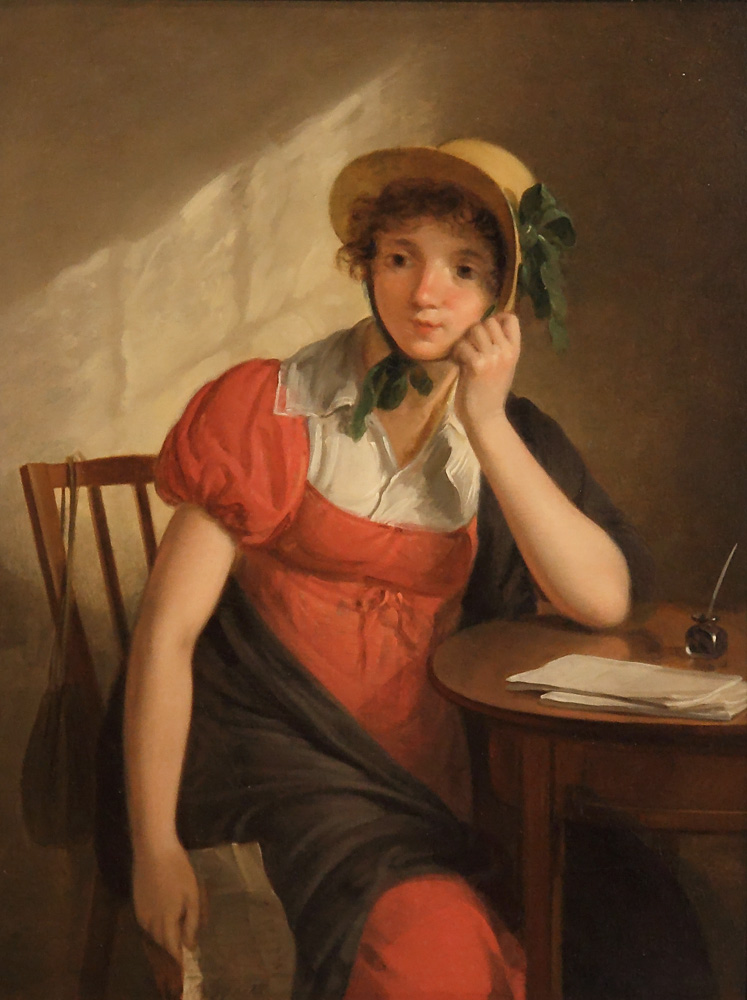
Fiatal lány levelet ír

## Fordítás
- Ez a szócikk részben vagy egészben  az   Adriaan de Lelie című angol Wikipédia-szócikk ezen változatának fordításán alapul.  Az eredeti cikk szerkesztőit annak laptörténete sorolja fel. Ez a jelzés csupán a megfogalmazás eredetét és a szerzői jogokat jelzi, nem szolgál a cikkben szereplő információk forrásmegjelöléseként.